# Jerónimo Del Barco
Jerónimo Pantaleón del Barco (Córdoba, 1863 - íd., 1927) fue un médico y político argentino, gobernador de la provincia de Córdoba entre 1921 y 1922. Fue también intendente municipal de la ciudad de Córdoba entre 1900 y 1902, vicegobernador y diputado nacional. 

## Datos biográficos
Nació en la ciudad de Córdoba el 27 de julio de 1863. Cursó estudios de medicina en la Universidad Nacional, siendo posteriormente docente de fisiología humana en la misma casa de estudios.
En el ámbito político fue intendente municipal de Córdoba desde el año 1900, renunciando en abril de 1902 al ser electo diputado nacional por la provincia. 
En 1906 fue reelecto como diputado, renunciando a su banca en mayo del año siguiente para asumir como vicegobernador de Córdoba, completando la fórmula encabezada por José Antonio Ortiz y Herrera en representación del PAN. Ocupó la vicegobernación por espacio de un año, renunciando a este cargo en mayo de 1908 para ser nuevamente diputado nacional. 
Fue electo diputado nacional por cuarta vez en 1912, y por quinta en 1916, renunciando a la banca en 1918. Ese mismo año fue proclamado nuevamente candidato a vicegobernador de Córdoba en representación del Partido Demócrata, acompañando a Rafael Núñez. Fueron electos en noviembre de ese año y asumieron sus cargos el 17 de mayo de 1919. 
En 1921, aproximándose los comicios para el recambio institucional, los radicales acusaban a los demócratas de manipular las reglamentaciones electorales para mantenerse en el poder. Ante tal situación, el radicalismo promovió la abstención en las votaciones de noviembre de 1921, con el consecuente triunfo de los candidatos demócratas. 

### Gobernación de Córdoba
Días después de los comicios, el gobernador Rafael Núñez consideró ético dimitir al presentarse como candidato a la vicepresidencia de la Nación en la fórmula de la Concentración Nacional, acompañando a Norberto Piñero; binomio que perdió ante la dupla Marcelo T. de Alvear-Elpidio González.
Ante la renuncia de Núñez, el vicegobernador Del Barco juró como nuevo mandatario cordobés. Su gobierno, de unos seis meses, se limitó a continuar las políticas de su antecesor y a entregar el mando al gobernador electo Julio Argentino Pascual Roca.
Del Barco falleció en Córdoba el 14 de marzo de 1927.